# Илиуполска и Тирска епархия
Илиуполската и Тирска епархия (на гръцки: Ιερά Μητρόπολη Ηλιουπόλεως και Θείρων) е титулярна епархия на Вселенската патриаршия. Диоцезът съществува от 325 до 1922 година с център в град Трал, на турски Айдън. Титлата на предстоятеля е Митрополит на Илиуполис и Тира, ипертим и екзарх на Ливдия и цяла Кария (Ο Ηλιουπόλεως και Θείρων, υπέρτιμος και έξαρχος Λυδίας και πάσης Καρίας)

## История
Град Трал (Тралис) е основан преди IV век пр. Хр. След като градът е повторно завоюван от селджуките в 1284 година става известен като Илиуполис – превод на турското име Айдън на гръцки. Епископията на Трал в 325 година минава под юрисдикцията на Ефеската митрополия. След османското завоевание на града в 1390 година е закрита. През юли 1774 година е създадена Илиуполската и Тиатирска епископия, подчинена на Ефеската митрополия, но град Тиатира (на турски Акхисар) остава на север, извън границите на епископията. Епископията е повишена в митрополия през декември 1901 година и скоро след това името ѝ е коригирано на Илиуполска и Тирска, по името на град Тира (на турски Тире), разположена на 30 km на север от Трал.
Митрополията граничи с Анейската (Нотийската част), Ефеската, Филаделфийската и Сардийската митрополия на север, Филаделфийската на изток, Писидийската и Кринийската митрополия (Метрополска част), Анейската (и двете части), Ефеската (Новоефеската част) и Бяло море на запад. Други градове в райна са Одемиси (Йодемиш), Киливиано (Байъндър), Тавес (Тавас), Миласа (Милас), Халикарнас (Бодрум) и Мовола (Мугла). На територията на митрополията са и руините на Ефес.
След обмена на население между Гърция и Турция в 1922 година, на територията на епархията не остава православно население.

## Митрополити (до декември 1901 година епископи)
| Име       | Име         | Управление                          | Забележка                                                                                      | Години      |
| --------- | ----------- | ----------------------------------- | ---------------------------------------------------------------------------------------------- | ----------- |
| Герасим   | Γεράσιμος   | 13 юли 1774 - януари 1777 †         | от рисавски т. е.                                                                              | ? – 1777    |
| Леонтий   | Λεόντιος    | януари 1777 – 1803 †                | от мириненски т. е.                                                                            | ? – 1803    |
| Калиник   | Καλλίνικος  | юли 1803 - 1811?                    | от мириненски т. е.                                                                            | ? – 1811?   |
| Антим     | Άνθιμος     | февруари 1811 - 30 юли 1821         | уволнен, по-късно цикладски е. (Църква на Гърция)                                              | ? – 1842    |
| Теодосий  | Θεοδόσιος   | 30 юли 1821 - октомври 1821         | по-рано теодосиуполски м. (Антиохийска патриаршия), управляващ, подал оставка                  |             |
| Йоаникиос | Ιωαννίκιος  | октомври 1821 - 1841 †              | от аркадиуполски т. е. (август 1821)                                                           | ? – 1841    |
| Антим ΙΙ  | Άνθιμος     | септември 1841 - 3 януари 1851      | от кринийски е., в смирненски м.                                                               | ? – 1853    |
| Дионисий  | Διονύσιος   | 3 януари 1851 - 1877                | от елейски т. е., подал оставка, 6 февруари 1878 †                                             | ? – 1878    |
| Тарасий   | Ταράσιος    | 19 февруари 1877 - 12 август 1910   | от христуполски т. е. (29 януари 1867), в митрополит декември 1901                             |             |
| Панарет   | Πανάρετος   | 12 август 1910 - 21 юни 1912        | от галиполски м., в имброски м.                                                                | ? – 1922    |
| Смарагд   | Σμάραγδος   | 21 юни 1912 – 14 октомври 1924      | от пловдивски м., в ениджевардарски м.                                                         | 1871 – 1928 |
| Генадий   | Γεννάδιος   | 29 януари 1925 - 14 март 1956 †     | от скопелски т. е.                                                                             | 1883 – 1956 |
| Мелитон   | Μελίτων     | 19 февруари 1963 - 25 октомври 1966 | от имброски м., в халкидонски м.                                                               | 1913 – 1989 |
| Полиевкт  | Πολύευκτος  | 25 юни 1868 - 12 август 1869        | от германски м., в шведски м.                                                                  | 1912 – 1988 |
| Апостол   | Απόστολος   | 15 ноември 1977 - 5 май 1988        | от евменийски т. е., в родоски м.                                                              | 1925 – 2010 |
| Атанасий  | Αθανάσιος   | 2 октомври 1990 - 21 март 2008      | от еленуполски т. е. (24 септември 1872), еленуполски т. м. (8 ноември 1976), в халкидонски м. | 1936 –      |
| Хрисостом | Χρυσόστομος | 10 юли 2019 - 13 април 2022 †       | от кианейски т. е.                                                                             | 1927 - 2022 |